# Нови Завој
Нови Завој је насеље Града Пирота у Пиротском округу. Према попису из 2022. има 1.200 становника (према попису из 2002. било је 1458 становника). Село је настало након потапања села Завој и настанка Завојско језеро шездесетих година двадесетог века од реке Височице.

## Демографија
У насељу Нови Завој живи 1159 пунолетних становника, а просечна старост становништва износи 39,3 година (39,0 код мушкараца и 39,6 код жена). У насељу има 459 домаћинстава, а просечан број чланова по домаћинству је 3,18.
Ово насеље је великим делом насељено Србима (према попису из 2002. године).
|  |

| Демографија | Демографија | Демографија |
| Година      | Становника  | Становника  |
| ----------- | ----------- | ----------- |
| 1948.       | 1.693       |             |
| 1953.       | 1.526       |             |
| 1961.       | 1.485       |             |
| 1971.       | 180         |             |
| 1981.       | 1.222       |             |
| 1991.       | 1.538       | 1.536       |
| 2002.       | 1.458       | 1.476       |

| Етнички састав према попису из 2002.‍ | Етнички састав према попису из 2002.‍ | Етнички састав према попису из 2002.‍ | Етнички састав према попису из 2002.‍ | Етнички састав према попису из 2002.‍ |
| ------------------------------------ | ------------------------------------ | ------------------------------------ | ------------------------------------ | ------------------------------------ |
|                                      |                                      |                                      |                                      |                                      |
| Срби                                 | Срби                                 |                                      | 1.395                                | 95,67%                               |
| Роми                                 | Роми                                 |                                      | 48                                   | 3,29%                                |
| Бугари                               | Бугари                               |                                      | 7                                    | 0,48%                                |
| Македонци                            | Македонци                            |                                      | 3                                    | 0,20%                                |
| Румуни                               | Румуни                               |                                      | 1                                    | 0,06%                                |
| Мађари                               | Мађари                               |                                      | 1                                    | 0,06%                                |
| непознато                            | непознато                            |                                      | 1                                    | 0,06%                                |

| Година пописа     | 1948. | 1953. | 1961. | 1971. | 1981. | 1991. | 2002. |
| ----------------- | ----- | ----- | ----- | ----- | ----- | ----- | ----- |
| Број домаћинстава | 237   | 227   | 234   | 58    | 342   | 442   | 459   |

| Број чланова      | 1  | 2   | 3  | 4   | 5  | 6  | 7 | 8 | 9 | 10 и више | Просек |
| ----------------- | -- | --- | -- | --- | -- | -- | - | - | - | --------- | ------ |
| Број домаћинстава | 55 | 114 | 92 | 125 | 43 | 26 | 4 | 0 | 0 | 0         | 3,18   |

| Пол    | Укупно | Неожењен/Неудата | Ожењен/Удата | Удовац/Удовица | Разведен/Разведена | Непознато |
| ------ | ------ | ---------------- | ------------ | -------------- | ------------------ | --------- |
| Мушки  | 646    | 187              | 414          | 34             | 9                  | 2         |
| Женски | 572    | 86               | 419          | 61             | 5                  | 1         |
| УКУПНО | 1.218  | 273              | 833          | 95             | 14                 | 3         |

| Пол    | Укупно                    | Пољопривреда, лов и шумарство | Рибарство                            | Вађење руде и камена | Прерађивачка индустрија       |
| ------ | ------------------------- | ----------------------------- | ------------------------------------ | -------------------- | ----------------------------- |
| Мушки  | 344                       | 14                            | 0                                    | 0                    | 205                           |
| Женски | 207                       | 6                             | 0                                    | 0                    | 117                           |
| УКУПНО | 551                       | 20                            | 0                                    | 0                    | 322                           |
| Пол    | Производња и снабдевање   | Грађевинарство                | Трговина                             | Хотели и ресторани   | Саобраћај, складиштење и везе |
| Мушки  | 3                         | 29                            | 13                                   | 6                    | 11                            |
| Женски | 0                         | 1                             | 20                                   | 4                    | 0                             |
| УКУПНО | 3                         | 30                            | 33                                   | 10                   | 11                            |
| Пол    | Финансијско посредовање   | Некретнине                    | Државна управа и одбрана             | Образовање           | Здравствени и социјални рад   |
| Мушки  | 2                         | 4                             | 15                                   | 5                    | 3                             |
| Женски | 5                         | 10                            | 1                                    | 9                    | 17                            |
| УКУПНО | 7                         | 14                            | 16                                   | 14                   | 20                            |
| Пол    | Остале услужне активности | Приватна домаћинства          | Екстериторијалне организације и тела | Непознато            | Непознато                     |
| Мушки  | 5                         | 0                             | 0                                    | 29                   | 29                            |
| Женски | 2                         | 0                             | 0                                    | 15                   | 15                            |
| УКУПНО | 7                         | 0                             | 0                                    | 44                   | 44                            |